# Stenogephyra minuta
Stenogephyra minuta är en tvåvingeart som beskrevs av Lyneborg 1987. Stenogephyra minuta ingår i släktet Stenogephyra och familjen stilettflugor. Inga underarter finns listade i Catalogue of Life.